# Глебовский сельский совет (Гусятинский район)
Глебовский сельский совет (укр. Глібівська сільська рада) — входит в состав
Гусятинского района
Тернопольской области
Украины.
Административный центр сельского совета находится в
с. Глебов.

## Населённые пункты совета
- с. Глебов